# Charybdis (Charybdis) goaensis
Charybdis (Charybdis) goaensis is een krabbensoort uit de familie van de Portunidae. De wetenschappelijke naam van de soort is voor het eerst geldig gepubliceerd in 2010 door Padate, Rivonker, Anil, Sawant & Krishnamurthy.